# Neopachygaster reniformis
Neopachygaster reniformis is een vliegensoort uit de familie van de Stratiomyidae. De wetenschappelijke naam van de soort is voor het eerst geldig gepubliceerd in 1942 door Hull.